# ملک‌لر
ملک‌لر (به لاتین: Məliklər) یک منطقه مسکونی در جمهوری آذربایجان است که در شهرستان شابران واقع شده است. ملک‌لر ۳۲۶ نفر جمعیت دارد.